# Minamimaki
Minamimaki (jap. 南牧村 Minamimaki-mura) – wieś w Japonii, na wyspie Honsiu, w prefekturze Nagano. Według danych na rok 2020 miejscowość zamieszkiwało 3 242 mieszkańców , a gęstość zaludnienia wyniosła 24,4 os./km².